# Ligaria inexpectata
Ligaria inexpectata es una especie de mantis de la familia Mantidae.

## Distribución geográfica
Se encuentra en Namibia y Zimbabue.